# Млава
Млава је река у Србији. Дугачка је 158 km и десна је притока Дунава. Пловна је последња 3 km.

## Настанак
Млава настаје као Тисница у Кучајским планинама у источној Србији, под врхом Велики Крш. Река тече на север и протиче поред источних падина планине Бељаница, кроз скоро ненасељено подручје. Након што стигне до Хомоља, у Тисницу се на висини од 320 m улива јако Жагубичко врело и од те тачке река је надаље позната као Млава. Мерећи од Жагубичког врела, река је дугачка 94 km.

## Етимологија
Име реке Млаве потиче из прасловенског језика, од ријечи млава, што значи немир, бука вика.

## Угроженост реке Млаве
Данас овој реци прети нестанак усред градње малих хидроелектрана. Поред постојеће хидроцентрале која је у јуну 2020. изазвала велике поплаве, планирана је изградња још шест нових. Мала хидроелектрана у Крепољину ради без студије о безбедности и утицаја на животну средину, чиме су поред опстанка реке угрожени животи мештана и целокупног живог света. Ипак,због ширења еколошке свести у Србији све више активиста стаје у одбрану Млаве. Мештани Жагубице, Петровца на Млави, Малог Црнића, Пожаревца и других места се организују како би телима одбранили ову реку.

## Горњи ток
Млава на почетку тече ка североистоку, али се брзо окреће ка северу. Протиче поред Жагубице, центра регије, и села Изварица (где са десне стране прима Јошаничку реку), Рибаре, Сиге и Ладне Воде.
У овом делу, Млава је пробила дугу Горњачко-рибарску клисуру, која потиче од Рибара, затим се шири у Крепољинско проширење (где се налази село Крепољин) и опет се сужава. Избивши на крају клисуре код села Ждрело близу манастира Горњак, Млава напушта Хомољски регион.

## Средњи ток
У овом делу долина Млаве се шири како река протиче поред села Шетоње, где са леве стране прима притоке Мето и Шетоњску реку, Мало Лаоле (са десне стране Бистричка река), Велико Лаоле и стиже до градића Петровац на Млави, центра регије Млава. Река наставља на север, пролази поред села Каменово, Трновче и Рашанац и улази у равничарски регион Стиг.

## Доњи ток
У доњем току Млава постаје пловна река при ушћу и дели се у много паралелних токова и изазива честе поплаве, па иако се много насеља налази близу реке, ниједно није на њеној обали. Села која се налазе близу Млаве су: Велико Село, Топоница, Калиште, Мало Црниће, Велико Црниће, Салаковац, Трњане, Набрђе, Бубушинац и Брадарац. У овом делу се у Млаву уливају њене две највеће притоке Чокордин са леве стране и Витовница са десне. Млава протиче неколико километара од Пожаревца.
Последња два насеља на току Млаве су село Дрмно и градић Костолац. У оба места се налазе рудници угља и налазе се у центру Костолачког басена. Млава не утиче у главно корито Дунава, већ у његов јужни рукавац Дунавац на висини од 65 m, који окружује мочварна ада Острво, највеће острво у Србији. У кишовитим годинама Млава се пробије кроз средину острва и подели га на два дела. Неки географи називају овај систем Могила, док се Дунавац сматра финалним делом тока Млаве, све док се он не врати назад у Дунав, источно од туристичког одмаралишта Рам.

## Карактеристике
Слив Млаве заузима површину од 2.810 km² и припада сливу Црног мора. Просечан проток у години на ушћу Млаве је 34 m³/s.

## Историја
За Млаву се везују различити историјски догађаји и митови. Сматра се да је била најдража река цара Лазара који ју је посетио пре Косовског боја.